# Promozione 1940-1941
La Promozione 1940-1941 fu il 8º campionato nazionale italiano di rugby a 15 di secondo livello.
Si tenne dal 5 gennaio 1941 al 21 marzo 1942 tra 10 squadre partecipanti, suddivise nella prima fase in 3 gironi su base geografica, due da tre squadre e uno da quattro.
Le migliori due classificate di ogni girone accedevano alle semifinali che vennero disputate con incontri di andata e ritorno. Le tre vincitrici di questi doppi confronti disputarono una finale in forma di triangolare.
Il torneo ha visto la vittoria del CG Milizia Roma, mentre il secondo posto è stato conquistato dal GUF Pavia e il terzo posto dal GUF Palermo.

## Squadre partecipanti
La composizione dei gironi della prima fase fu la seguente:

### Girone A
- GUF Firenze
- GUF Milano
- GUF Pavia

### Girone B
- CG Milizia Roma
- Fermana
- GUF Perugia

### Girone C
- GUF Catania
- GUF Messina
- GUF Palermo
- Vigili del Fuoco (Napoli)

## Fase a gironi

### Girone A

#### Risultati
| 5 gen. | 1ª/4ª giornata          | 26 gen. |
| ------ | ----------------------- | ------- |
| 6-9    | GUF Firenze — GUF Pavia | 6-12    |
|        | Riposa: GUF Milano      |         |

| 12 gen. | 2ª/5ª giornata           | 2 feb. |
| ------- | ------------------------ | ------ |
| n.d.    | GUF Milano — GUF Firenze | 0-14   |
|         | Riposa: GUF Pavia        |        |

| 19 gen. | 3ª/6ª giornata         | 9 feb. |
| ------- | ---------------------- | ------ |
| n.d.    | GUF Pavia — GUF Milano | 6-3    |
|         | Riposa: GUF Firenze    |        |

#### Classifica
| Pos | Squadra     | G | V | N | P | PF | PS | DP  | Pt |
| --- | ----------- | - | - | - | - | -- | -- | --- | -- |
| 1   | GUF Pavia   | 3 | 3 | 0 | 0 | 27 | 15 | +12 | 6  |
| 2   | GUF Firenze | 3 | 1 | 0 | 2 | 26 | 21 | +5  | 2  |
| 3   | GUF Milano  | 2 | 0 | 0 | 2 | 3  | 20 | −17 | 0  |

### Girone B

#### Risultati
| 5 gen. | 1ª/4ª giornata           | 26 gen. |
| ------ | ------------------------ | ------- |
| 0-14   | GUF Perugia — CG Milizia | 0-41    |
|        | Riposa: Fermana          |         |

| 12 gen. | 2ª/5ª giornata        | 9 feb. |
| ------- | --------------------- | ------ |
| 10-6    | Fermana — GUF Perugia | 5-12   |
|         | Riposa: CG Milizia    |        |

| 19 gen. | 3ª/6ª giornata       | 2 feb. |
| ------- | -------------------- | ------ |
| 21-0    | CG Milizia — Fermana | 3-0    |
|         | Riposa: GUF Perugia  |        |

#### Classifica
| Pos | Squadra         | G | V | N | P | PF | PS | DP  | Pt |
| --- | --------------- | - | - | - | - | -- | -- | --- | -- |
| 1   | CG Milizia Roma | 4 | 4 | 0 | 0 | 79 | 0  | +79 | 8  |
| 2   | Fermana         | 4 | 1 | 0 | 3 | 15 | 42 | −27 | 2  |
| 3   | GUF Perugia     | 4 | 1 | 0 | 3 | 18 | 70 | −52 | 2  |

### Girone C

#### Risultati
| 5 gen. | 1ª/4ª giornata              | 26 gen. |
| ------ | --------------------------- | ------- |
| 3-6    | GUF Messina — VV.FF. Napoli | 0-7     |
| 15-0   | GUF Palermo — GUF Catania   | 5-9     |

| 12 gen. | 2ª/5ª giornata              | 2 feb. |
| ------- | --------------------------- | ------ |
| 15-6    | GUF Catania — GUF Messina   | 11-6   |
| 3-3     | VV.FF. Napoli — GUF Palermo | 7-9    |

| 19 gen. | 3ª/6ª giornata              | 9 feb. |
| ------- | --------------------------- | ------ |
| 24-0    | GUF Palermo — GUF Messina   | 12-4   |
| 3-0     | VV.FF. Napoli — GUF Catania | 0-9    |

#### Classifica
| Pos | Squadra                 | G | V | N | P | PF | PS | DP  | Pt |
| --- | ----------------------- | - | - | - | - | -- | -- | --- | -- |
| 1   | GUF Palermo             | 6 | 4 | 1 | 1 | 68 | 23 | +45 | 9  |
| 2   | GUF Catania             | 6 | 4 | 0 | 2 | 44 | 35 | +9  | 8  |
| 3   | Vigili del Fuoco Napoli | 6 | 3 | 1 | 2 | 26 | 24 | +2  | 7  |
| 4   | GUF Messina             | 6 | 0 | 0 | 6 | 19 | 75 | −56 | 0  |

N.B.: Il GUF Catania rinuncia a disputare i quarti e al suo posto vengono ammessi i Vigili del Fuoco di Napoli.

## Fase a eliminazione diretta

### Semifinali[4][20][21]
| Squadra 1               | Totale  | Squadra 2       | Andata | Ritorno |
| ----------------------- | ------- | --------------- | ------ | ------- |
| Vigili del Fuoco Napoli | 0 - 33  | CG Milizia Roma | 0 - 9  | 0 - 24  |
| GUF Firenze             | 13 - 7  | GUF Palermo     | 5 - 15 | ? - ?   |
| GUF Pavia               | 11 - 80 | Fermana         | 11 - 0 | 3 - 3   |

### Finali
| Arbitro: | Rava |

|                                     |      |             |
| Ragnini 30’ Ricci 60’ Fattorusso ?’ | mt   |             |
|                                     | drop | 70’ Fugazza |

| 20 marzo 1941                       | GUF Pavia | 9 – 6   | GUF Palermo |  |
| Canini mt Pasta Masera c.p. Tardone |           |         |             |  |
|                                     |           |         |             |  |
| Canini                              | mt        | Pasta   |             |  |
| Masera                              | c.p.      | Tardone |             |  |

| Roma 23 marzo 1941                   | Milizia Roma | 5 – 5     | GUF Palermo | Campo Acqua Acetosa |
| Ricci mt Pasta Vagnetti tr Battaglia |              |           |             |                     |
|                                      |              |           |             |                     |
| Ricci                                | mt           | Pasta     |             |                     |
| Vagnetti                             | tr           | Battaglia |             |                     |

## Verdetti
- CG Milizia Roma: campione di Promozione 1940-1941 e promosso in Divisione Nazionale 1941-1942